# Andrew Phillips (sciatore)
Andrew Phillips (1989) è un ex sciatore alpino statunitense.

## Biografia
Attivo in gare FIS dal dicembre del 2004, in Nor-Am Cup Phillips esordì il 13 dicembre 2006 a Panorama in supergigante (43º), ottenne due podi nella medesima località in supercombinata (3º il 10 dicembre 2007 e il 12 dicembre 2010) e prese per l'ultima volta il via il 15 febbraio 2011 ad Aspen in discesa libera, senza completare la gara. Si ritirò al termine di quella stessa stagione 2010-2011 e la sua ultima gara fu uno slalom gigante FIS disputato il 13 aprile a Mission Ridge, chiuso da Phillips al 3º posto; in carriera non debuttò in Coppa del Mondo né prese parte a rassegne olimpiche o iridate.

## Palmarès

### Nor-Am Cup
- Miglior piazzamento in classifica generale: 20º nel 2008
- 2 podi:
  - 2 terzi posti